# رم (إله)
رِم ("البُكاء")، المعروف أيضًا بـرِم-رِم، أو ريمي، أو ريمي الباكي. يُعتقد أنه يعيش في رِم-رِم، "مملكة البُكاء"، كان إلهًا مصريًا قديمًا يتخذ شكل السمك يخصب الأرض بدموعه، مما ينتج عنه كل من النباتات والزواحف. يُفترض أنه تجسيد لدموع رع.

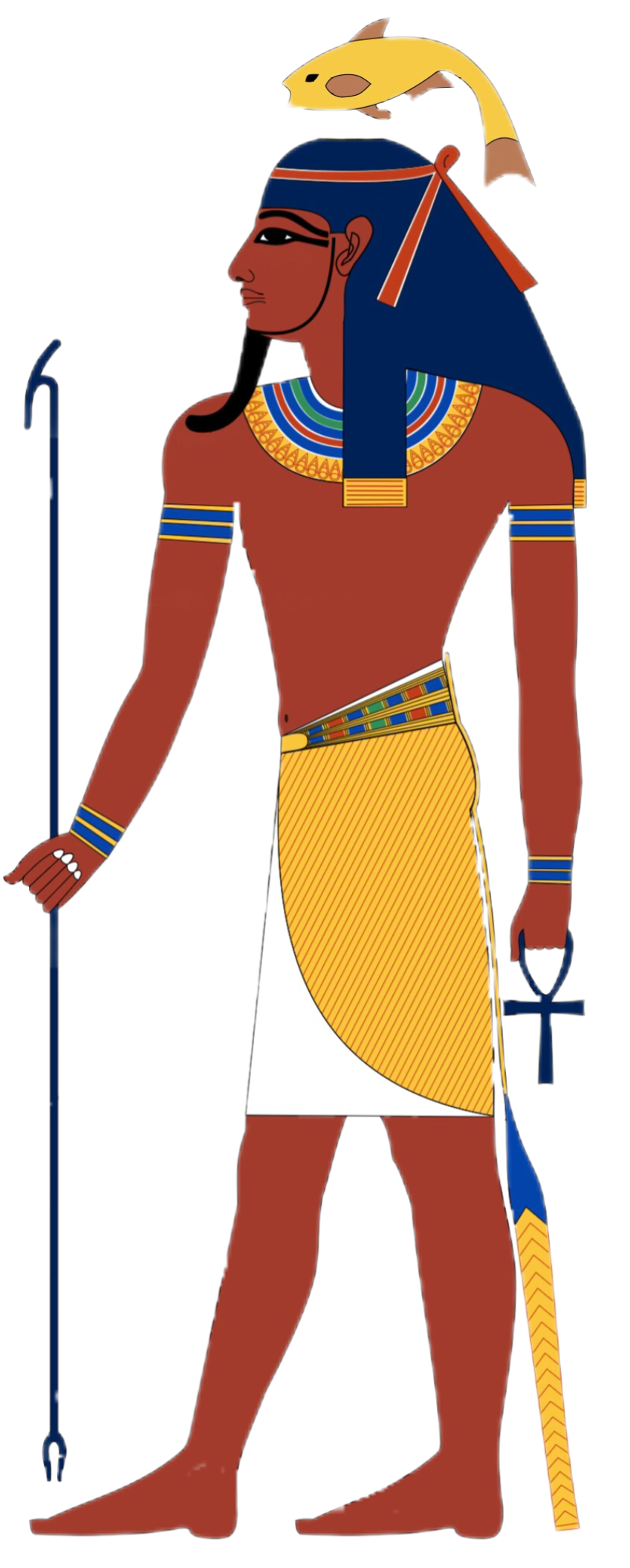
صورة أعيد بناؤها لإله السمك ريم